# 커피프린스
커피프린스는 MBC 드라마 커피프린스 1호점의 라이선스를 소유한 프랜차이즈 업체이다.

## 같이 보기
- 커피프린스 1호점